# Елементи гармонії
Елементи гармонії (Elementa harmonica) — трактат Арістоксена про музичні лади, значна частина якого зберіглася. Твір датується другою половиною IV століття до нашої ери. Це найстаріший твір на тему теорії музики, що зберігся до наших днів. Відомий під назвою Aristoxenou (або Aristoxenoy) Armonika (або Harmonika) Stoicheia, тобто «Гармонія Арістоксена».
Вважається, що «Елементи» поклали початок традиції вивчення музики через практику, тобто шляхом вивчення на слух. Музикознавство як дисципліна зародилося завдяки систематичному вивченню музики окремо від філософії космосу. Перші музичні дослідження сягають часів піфагорійської школи близько 500 року, і зосереджуються на математичній природі гармонії. Аристотель, до перипатетичної школи якого належав Арістоксен, звернувся до цього питання у своїй праці «Про душу».
В «Елементах гармонії» Арістоксен акцентує увагу на тому, що музичні звуки — це не просто коливальний рух з певними чисельними характеристиками, але, насамперед, «природа», що сприймається на слух. Він зосереджуться на вивченні мелодії, розглядає ноти та інтервали як її структурні елементи і визначає три тетрахорди сучасної йому грецької музики — діатонічний, хроматичний і енгармонічний.
У 1564 році, трактат вперше переклав латиною Антоній Гогавін, 1868 року трактат вийшов переклад німецькою, 1902 року — англійською (з передмовою і примітками Генрі С. Макрана), а 1954 року — італійською мовою у (Typis Publicae Officinae Polygraphicae).